# Lhota Samoty
Lhota Samoty (německy Samot Lhota) je část města Planá nad Lužnicí v okrese Tábor v Jihočeském kraji. Leží na levém břehu Lužnice. Je zde evidováno 243 adres. V roce 2011 zde trvale žilo 177 obyvatel.
Vlastní osada Lhota Samoty (adresně určená jako „ulice“ Samoty) se nachází asi kilometr od Lužnice, asi 1,5 kilometru severozápadně od jádra Plané nad Lužnicí, a má jen asi 7 čísel popisných, jde o seskupení několika hospodářských dvorů. Z rybníčku ve Lhotě Samotě vytéká bezejmenný potok, který se vlévá zprava do Radimovického potoka nedaleko před jeho ústím do Lužnice. Do evidenční části Lhota Samoty však spadá i území blíže u řeky, kde se nachází několik ulic s novější domkářskou i chatovou zástavbou. Území části Lhota Samoty není souvislé, ale je tvořeno dvěma oddělenými částmi, území mezi nimi patří k hlavní evidenční části Planá nad Lužnicí, která přesahuje i za most na levý břeh Lužnice. K severní části území Lhoty Samoty patří nejen vlastní Lhota Samoty, ale také celý pás území podél levého břehu Lužnice, tedy zástavba v místech někdejšího středověkého Nového Města Sezimova Ústí, přes řeku od historického jádra Sezimova Ústí (dnes chatová osada Plaňačka), dále mlýn Soukeník a severní cíp souvislejší zástavby Plané na levém břehu (ulice Ve Skobě, Višňová, Třešňová, Trnková, Šípková a severní strana Jabloňové). Nedaleko mlýna Soukeník bývala tvrz Sedlec, kterou táboři roku 1420 zničili do základů. Oddělenou jižní část Lhoty Samoty tvoří naopak jižní cíp zástavby na levém břehu, tj. ulice V Zahájí a Pionýrská. K oběma dílům patří i část přilehlých lesů.
Lhota Samoty nemá samostatné katastrální území, spadá do katastrálního území Planá nad Lužnicí.

## Historie
První písemná zmínka o vesnici pochází z roku 1542.

## Obyvatelstvo
| Rok            | 1869 | 1880 | 1890 | 1900 | 1910 | 1921 | 1930 | 1950 | 1961 | 1970 | 1980 | 1991 | 2001 | 2011 | 2021 |
| -------------- | ---- | ---- | ---- | ---- | ---- | ---- | ---- | ---- | ---- | ---- | ---- | ---- | ---- | ---- | ---- |
| Počet obyvatel | 56   | 66   | 73   | 67   | 65   | 69   | 80   | 111  | 172  | 150  | 117  | 86   | 107  | 177  | 169  |
| Počet domů     | 8    | 9    | 10   | 10   | 11   | 11   | 15   | 49   | 49   | 36   | 38   | 50   | 40   | 69   | 67   |

## Další fotografie

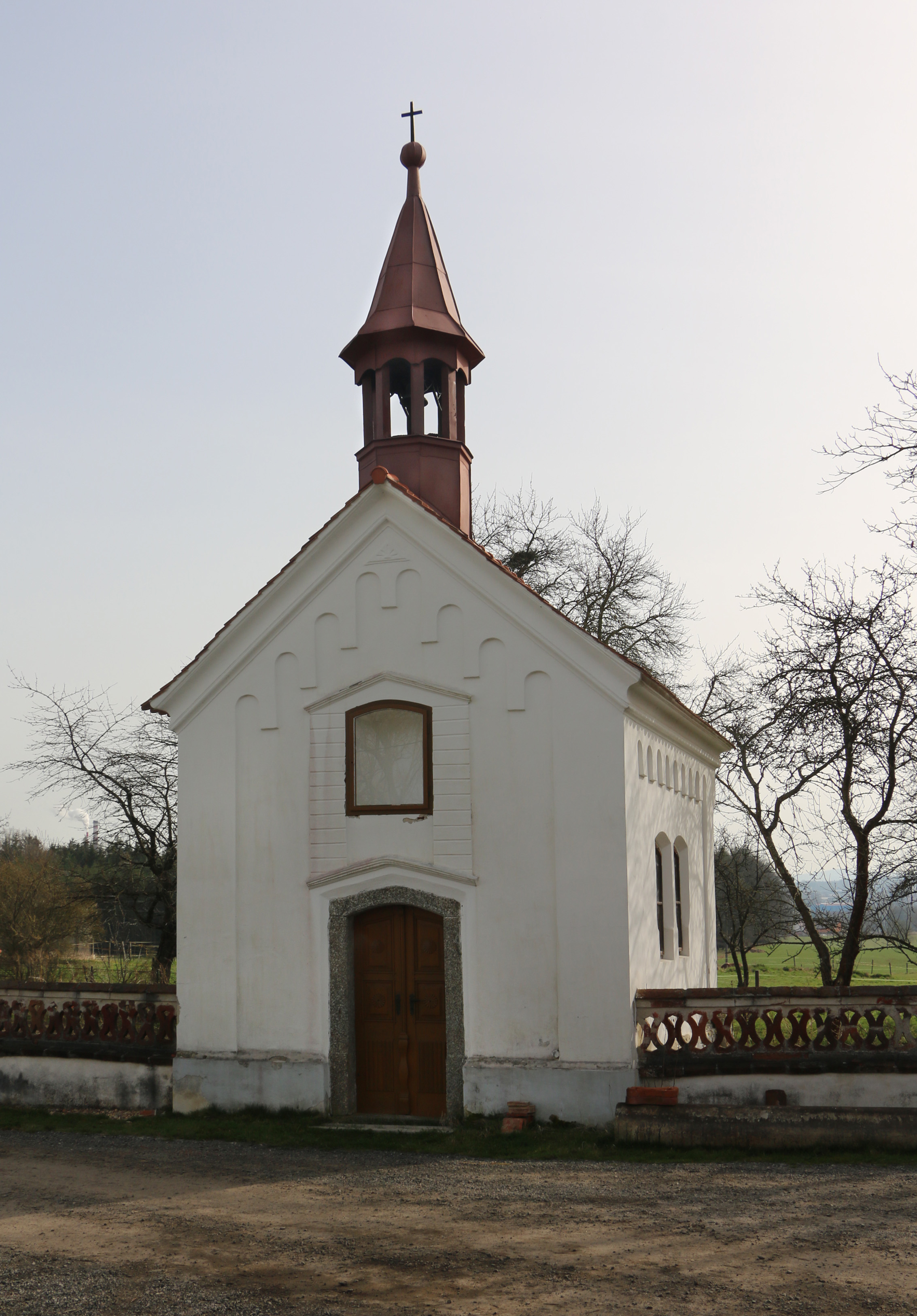
Kaple na návsi
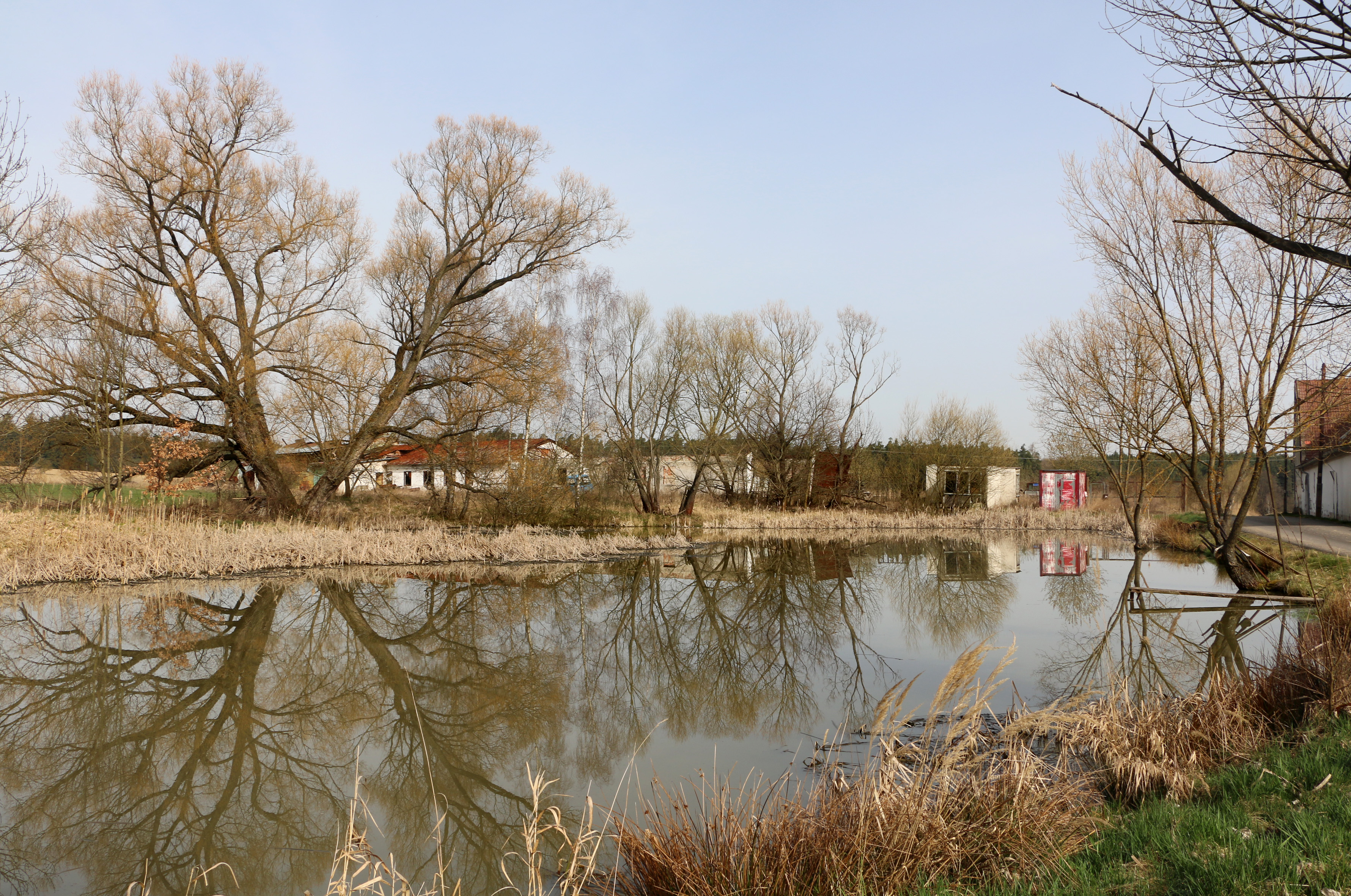
Rybník u návsi
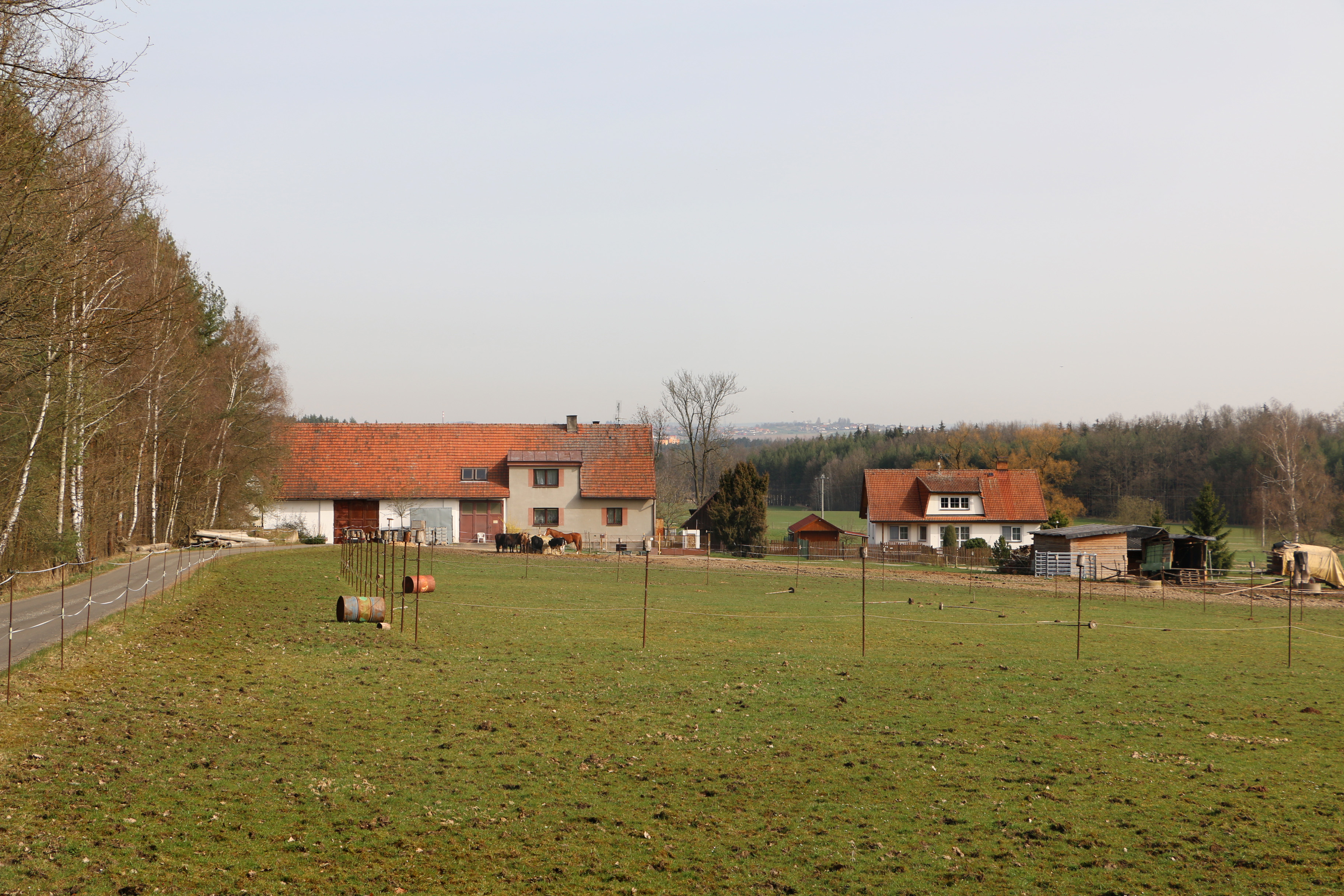
Vesnice od jihu